# Médaille d'honneur des marins du commerce et de la pêche
La médaille d'honneur des marins du commerce et de la pêche est une médaille française.

## Histoire
La Médaille d'Honneur fut institué par la loi du 14 décembre 1901. La première attribution a été faite par décision ministérielle du 22 avril 1903. L'objectif est de distinguer les années de service de ces travailleurs, comme pour la médaille d'honneur du travail. Elle complète ainsi la médaille d'honneur du sauvetage.
Elle est accordée, sur proposition des préfets maritimes, aux marins ayant accomplis 300 mois (25 ans) de navigations, après une sélection. Son contingent annuel est de 300 personnes. L'Ordre du Mérite maritime est complémentaire de la médaille d'honneur.
Il n'y a qu'un seul grade, une médaille en argent. Elle fut modifiée à plusieurs reprises,.